# Опукла крива

Опукла крива є межею опуклої множини.

Парабола — приклад необмеженої опуклої кривої

Опукла крива на евклідовій площині — межа опуклої множини, що має внутрішні точки.

## Визначення

### Визначення за допомогою опорних прямих
Будь-яка пряма L ділить евклідову площину на дві півплощини, об'єднання яких є вся площина і, перетин яких є пряма L. Будемо говорити, що крива С «лежить по один бік від L», якщо крива цілком міститься в одній з півплощин, а пряма L називається опорною прямою до С. Пласка крива називається опуклою, якщо через кожну точку кривої проходить опорна пряма.
Якщо крива буде C1-гладкою, тоді пласку криву називають опуклою, якщо вона лежить по один бік від кожної зі своїх дотичних прямих.
Отже, через кожну точку опуклої кривої проходить опорна пряма.
Слід зазначити, що для C1-гладкої опуклої кривої дотична пряма завжди буде опорною прямою. Взагалі, для C0-гладкої кривої дотичні прямі можуть не існувати. Наприклад, квадрат буде опуклою кривою, і через вершину квадрату неможливо провести дотичну пряму, хоча опорних прямих буде проходити нескінченно багато.
З вище сказаного зрозуміло, що визначення опуклої кривої через опорні прямі буде більш загальним ніж визначення через дотичні прямі. Наприклад, пара паралельних прямих, яка обмежує смугу, буде опуклою кривою відповідно до визначення, як межа опуклої множини.

### Визначення опуклими множинами
Опукла крива може бути визначена як границя опуклої множини в евклідової площини. Це визначення носить більш обмежувальний характер, ніж визначення в термінах дотичних ліній; зокрема, з цим визначенням, опукла крива не може мати кінцевих точок.
Іноді використовується визначення, в якому опукла крива є кривою, яка утворює підмножину границі опуклої множини. Для цієї варіації, опукла крива може мати кінцеві точки.

### Строго опукла крива
Строго опукла крива є опуклою кривою, яка не містить жодних відрізків. Еквівалентно, строго опукла крива являє собою криву, яка перетинає будь-яку пряму в двох точках,  або простий кривої в опуклому положенні, а це означає, що жодна з його точок не є опуклою комбінацією будь-якого іншого підмножини з його точок ,

## Властивості
Будь-яка опукла крива, яка є кордоном замкнутої опуклої множини має цілком певну кінцеву довжину. Тобто, ці криві підмножини спрямлювані вздовж кривих.
У відповідності з теоремою про чотирма вершини, кожна гладка опукла крива, яка є кордоном замкнутого опуклого безлічі має принаймні чотири вершини, точки, які є локальними мінімумами або локальні максимум кривини.

### Паралельні дотичні
Крива C опукла тоді і тільки тоді, коли немає трьох різних точок в C таким чином, що дотичні в цих точках паралельні.
доказ :
⇒ Якщо є три паралельні дотичні, то одна з них, скажімо , L , має бути між двома іншими. Це означає, що С лежить по обидва боки від L , так що вона не може бути опуклою.
⇐ Якщо C не є опуклою, то за визначенням є точка р на С такий, що дотична при р (назвемо її L ) має C по обидва боки від неї. Оскільки С замкнута, якщо простежити частина С , яка лежить на одній стороні L ми в кінцевому підсумку отримаємо в точці q1 , яка є найбільшою мірою віддалена від L.  Дотична до C при q1 (назвемо її L1 ) повинна бути паралельна L. Те ж саме вірно і в іншу сторону L — є точка Д2 і дотична L2 , яка паралельна L. Таким чином, існують три різні точки, { р , q 1 , q2 }, такі, що їх дотичні паралельні.

### Монотонність кутів повороту
Крива називається простою, якщо вона не перетинає себе. Замкнута регулярна площина простої кривої C опукла тоді і тільки тоді, коли її кривина є або завжди незаперечна, або завжди непозитивна — тоді і тільки тоді, коли кут повороту (кут дотичної до кривої) є слабо монотонною функція параметризації кривої.
доказ:
⇐ Якщо C не є опуклою, то по паралельним дотичним леми існують три точки {р, q1, q2} такі, що дотичні в цих точках паралельні одна одній. Принаймні, дві повинні мати свої підписані дотичні, що вказує у тому ж самому напрямку. Без обмеження спільності, припустимо, що ці точки q1 і q2. Це означає, що різниця у куті повороту при переході від q1 до q2 кратно 2л. Є дві можливості:
- Різниця у куті повороту від q1 до q2 0. Тоді, якщо кут повороту буде монотонним функції, вона повинна бути постійною між q1 і q2, так що крива між цими двома лініями повинна бути прямою лінією. Але це означало б, що дві дотичні лінії L1 і L2 однакові лінії протиріччя.
- Різниця у куті повороту від q1 до q2 є ненульовою кратною 2л. Оскільки крива проста (не перетинається з себе), все змінюється кут повороту навколо кривої повинен бути точно 2π. Це означає, що різниця у куті повороту від q2 до q1 має бути  0, так що з тих самих міркувань, перш ніж ми отримаємо протиріччя.

Таким чином, ми довели, що якщо C не є опуклою, кут повороту не може бути монотонною функцією.
⇒ Припустимо, що кут повороту не є монотонним. Тоді можна знайти три точки на кривій, S1<s0<с2, таким чином, що кут повороту при s1 і s2 однаковий і відрізняється від кута повороту при s0. У простій замкнутій кривій, всі кути повороту покриті. Зокрема, існує точка S3, в якій кут повороту мінус кут повороту в S1. Тепер ми маємо три точки {s1, s2, s3}, у яких кут повороту відрізняється. Є дві можливості:
- Якщо дотичні в цих трьох точках все різні, то вони паралельні, і по паралельним дотичним леми, C не є опуклою.
- В іншому випадку, є дві різні точки С, скажімо, р і д, які лежать на тій же дотичній, L. Є два суб-справи:
  - Якщо L не міститься в С, а потім розглянути лінії, перпендикулярній до L в деякій точці, г, яка не є точкою C. Ця перпендикулярна лінія перетинає З в двох точках, скажімо, r1 і r2. Дотична до C в R1 має, щонайменше, одну з точок { р , Q , R 2 } на кожній стороні, так що С не є опуклою.
  - Якщо L міститься в C, то ці дві точки р і Q мають один і той же кут повороту і тому вони повинні бути S1 і S2. Але це суперечить припущенню про те, що існує точка s0 між s1 і s2 з іншим кутом повороту.

Таким чином, ми довели, що якщо кут повороту не є монотонною функцією, то крива не може бути опуклою.

## Споріднені форми
Гладкі опуклі криві з віссю симетрії можуть іноді називатися овалами. Однак в кінцевій проективній геометрії, овали визначаються як множини, для яких кожна точка має унікальну лінію роз'єднану від решти набору, властивостей, як в Евклідій геометрії істинно гладких опуклих замкнених кривих